# Daphne petraea
Daphne petraea är en tibastväxtart som beskrevs av Leybold. Daphne petraea ingår i släktet tibaster, och familjen tibastväxter. Inga underarter finns listade i Catalogue of Life.

## Bildgalleri

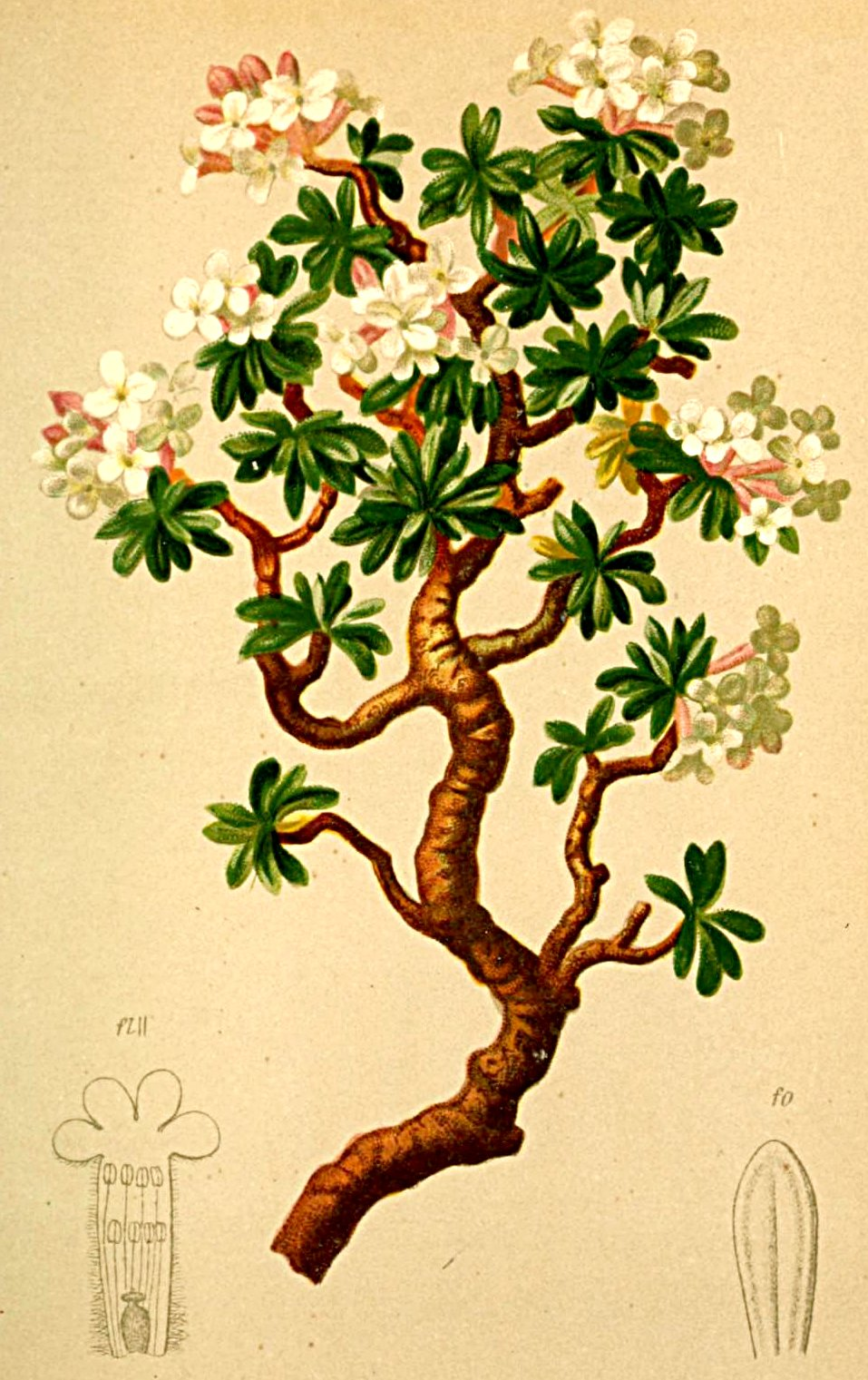
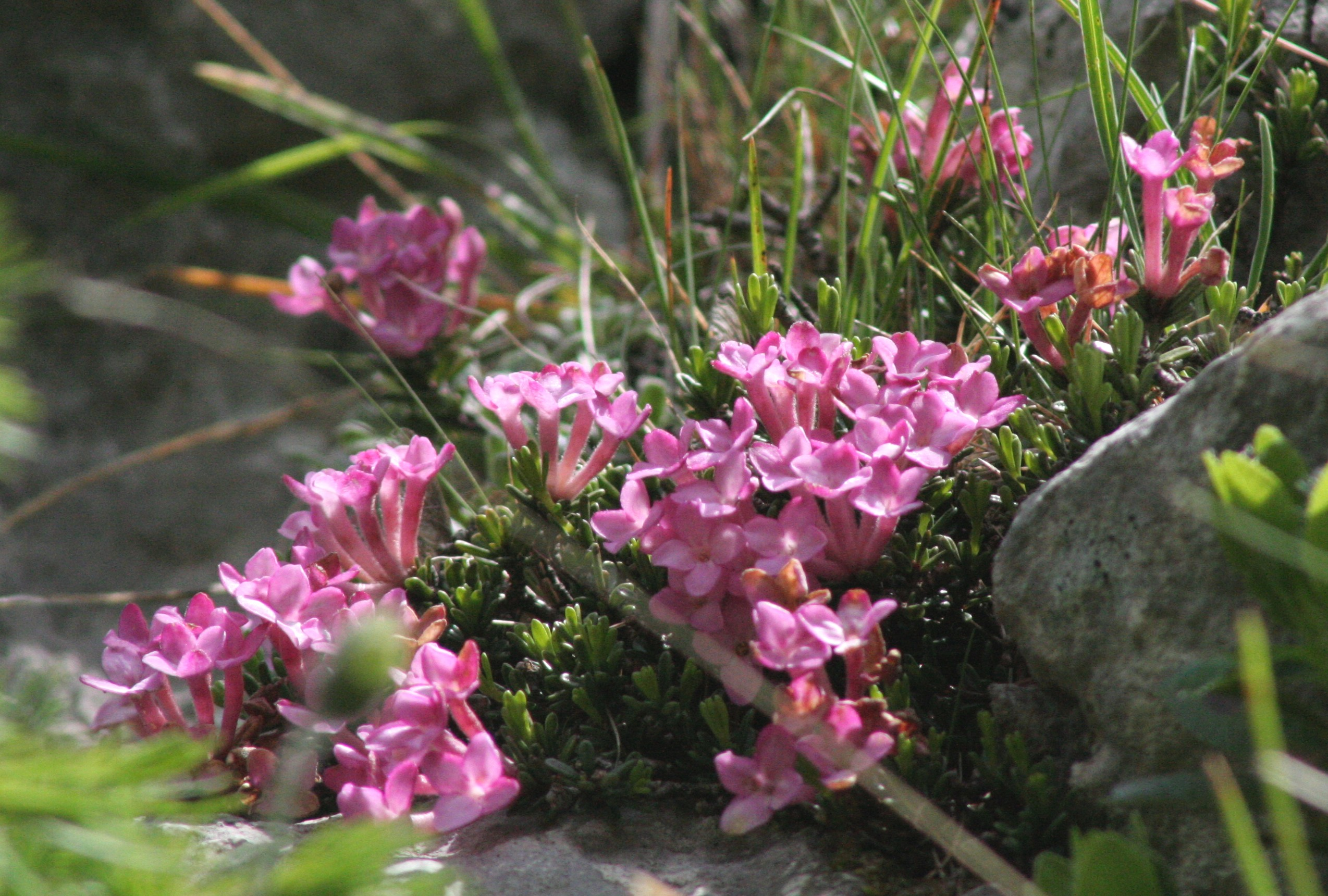
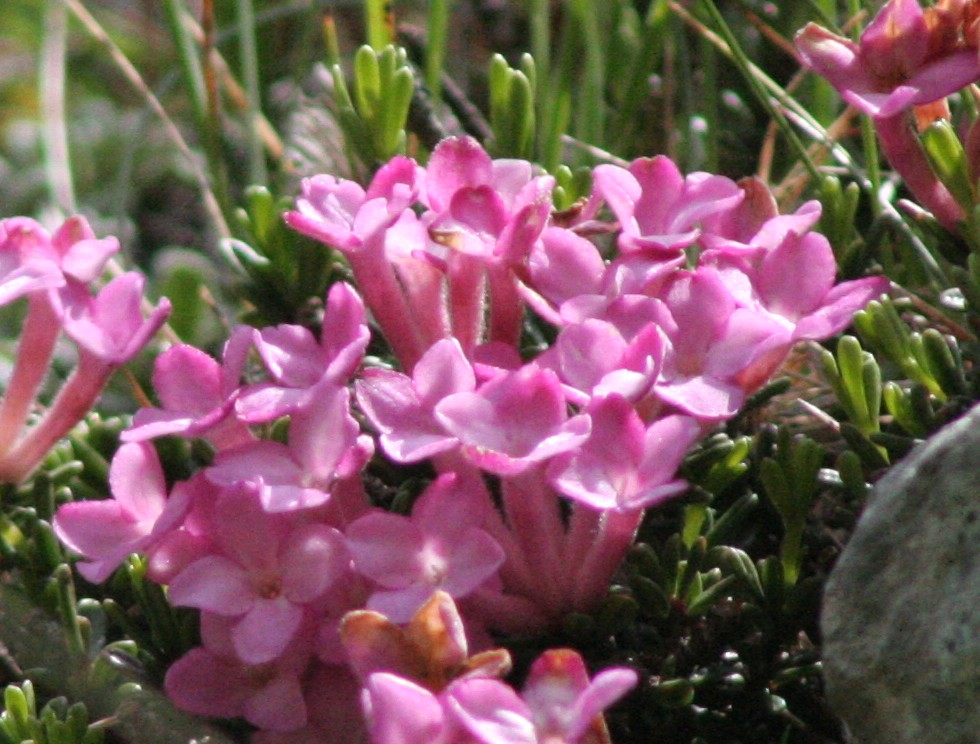